# 48. østlige længdekreds
Den 48. østlige længdekreds (eller 48 grader østlig længde) er en længdekreds, der ligger 48 grader øst for nulmeridianen. Den løber gennem Ishavet, Europa, Asien, Afrika, det Indiske Ocean, det Sydlige Ishav og Antarktis.